# Kamtsjatski (schiereiland)

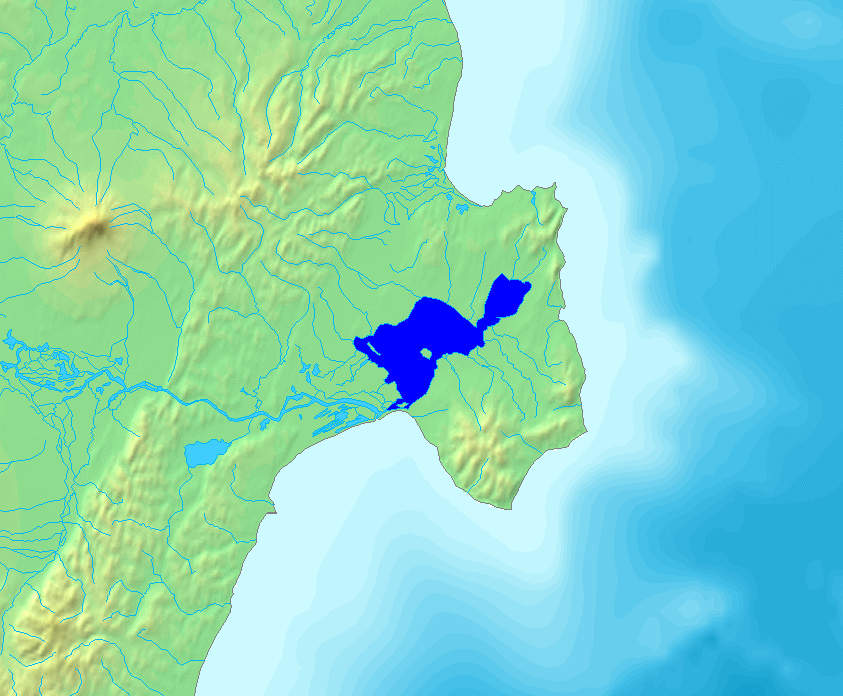
Het schiereiland Kamtsjatski en het Nerpitsjemeer

Het schiereiland Kamtsjatski (Russisch: Камчатский полуостров; Kamtsjatski Poloeostrov) is een van de vier grote schiereilanden van het schiereiland Kamtsjatka en de derde naar het noorden vanaf de stad Petropavlovsk-Kamtsjatski. Het schiereiland ligt aan de Grote Oceaan aan de oostkust van het centrale deel van het schiereiland.
Het schiereiland bevindt zich ten noordoosten van de plaats Oest-Kamtsjatsk en de monding van de rivier de Kamtsjatka en vormt de oostelijke grens van het Nerpitsjemeer. Op het schiereiland bevindt zich Kaap Kamtsjatka, waaraan het schiereiland haar naam ontleent. Eerder heette het schiereiland zelf ook schiereiland Kaap Kamtsjatka. Aan de noordzijde van het schiereiland bevindt zich Kaap Afrika, waar zich een vuurtoren, meteorologisch station en een kleine nederzetting met ongeveer 10 mensen bevinden en nog iets noordelijker Kaap Stolbovoj. Over het schiereiland stromen een aantal kleine rivieren, waarvan de grootste de Pikezj, Pervaja perevalnaja, Vtoraja perevanaja, Stremitelnaja en de Olenja zijn. Tussen Kaap Afrika en Kaap Stolbovoj bevindt zich de Soldatbaai.
Het schiereiland bevindt zich op de grens tussen twee tektonische platen, waardoor er vaak aardbevingen voorkomen en zich er vele scheuren in de bodem bevinden. De flora verandert hierdoor ook sterk van noord- naar zuidzijde.